# ورونیکا گورین
ورونیکا گورین (انگلیسی: Veronica Guerin; ۵ ژوئیهٔ ۱۹۵۸ – ۲۶ ژوئن ۱۹۹۶) حسابدار، روزنامه‌نگار و خبرنگار جرم و جنایت اهل ایرلند بود. وی بین سال‌های ۱۹۹۰ تا ۱۹۹۶ میلادی فعالیت می‌کرد که توسط مافیای مواد مخدر به قتل رسید.

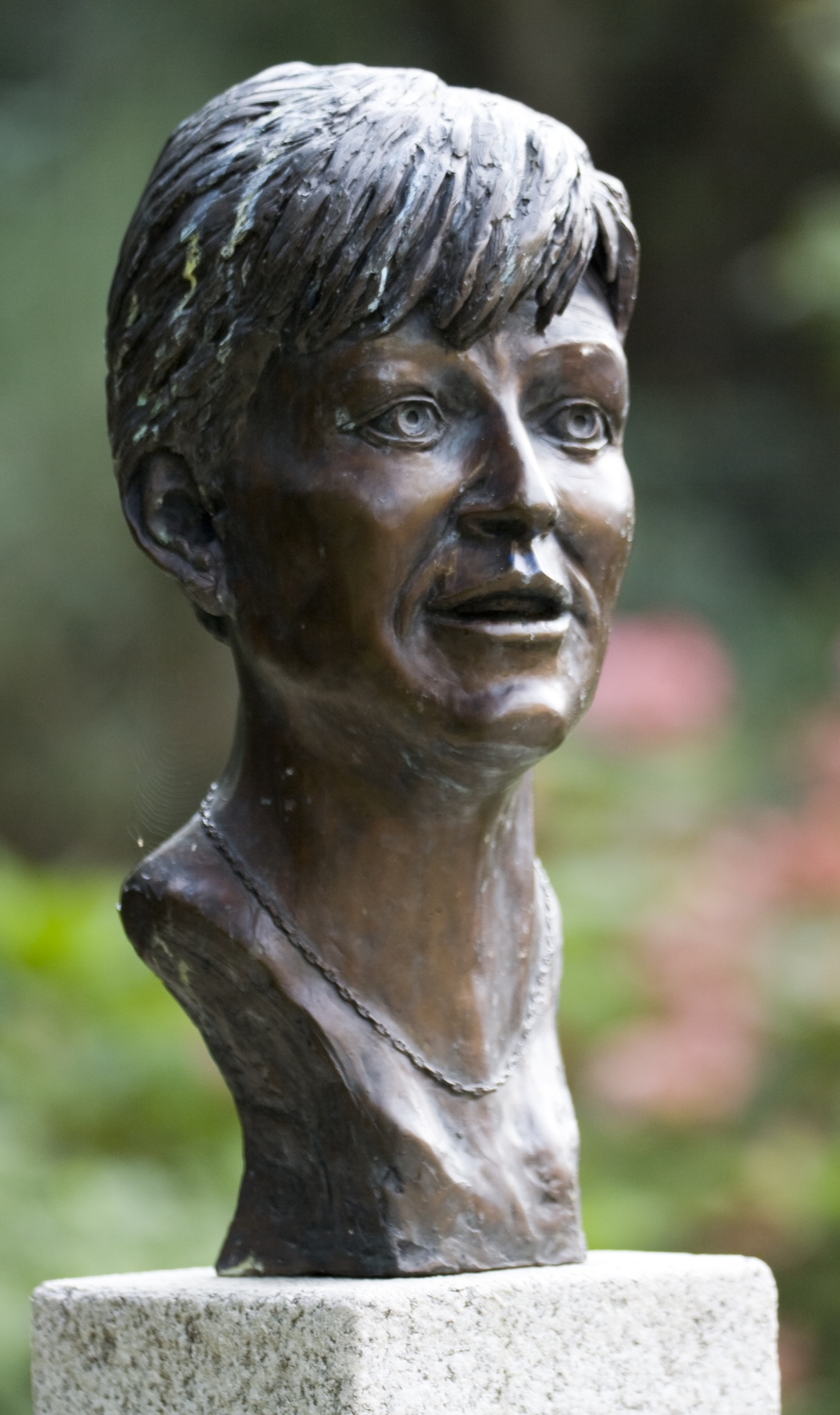
بنای یادبود به گورین در باغ قلعه دوبلین

## زندگی
ورونیکا متولد دوبلین بود. در دوران تحصیل به ورزش می‌کرد و پس از اتمام تحصیل به بازی در تیم ملی ایرلند در رشته‌های فوتبال و بسکتبال پرداخت. او پس از تحصیل در رشته حسابداری، یک شرکت روابط عمومی راه انداخت و هفت سال آن را اداره کرد.
ورونیکا گورین از سال ۱۹۹۰ به خبرنگاری روی آورد و برای برخی نشریات مقاله نوشت. او در سال ۱۹۹۴ شروع به نوشتن در مورد جرایم در نشریه ساندی ایندیپندنت کرد.

## درگذشت
در سال ۱۹۹۶ در حالی که ورونیکا گورین پشت چراغ قرمز متوقف بود به ضرب گلوله کشته شد. این تیراندازی خشم عمومی را در ایرلند برانگیخت. رسیدگی به مرگ او منجر به چندین مورد بازداشت و محکومیت برای افراد مختلف شد.